# Lubián
Lubián – gmina w Hiszpanii, w prowincji Zamora, w Kastylii i León, o powierzchni 94,39 km². W 2011 roku gmina liczyła 358 mieszkańców.